# Fabián Estay
Fabián Raphael Estay (Santiago de Chile, 5 oktober 1968) is een voormalig profvoetballer uit Chili, die speelde als aanvallende middenvelder. Hij heeft ook de Mexicaanse nationaliteit.

## Clubcarrière
Estay speelde clubvoetbal in onder meer Chili, Mexico, Zwitserland en Colombia. Hij beëindigde zijn loopbaan in 2006, en kwam tot 435 competitieduels en 69 doelpunten.

## Interlandcarrière
Estay speelde 69 officiële interlands voor Chili in de periode 1990-2001, en scoorde vijf keer voor de nationale ploeg. Hij maakte zijn debuut in de vriendschappelijke thuiswedstrijd tegen Brazilië (0-0) op 17 oktober 1990 in Santiago, net als Javier Margas en Eduardo Vilches. Estay nam met Chili deel aan vijf opeenvolgende edities van de Copa América (1991, 1993, 1995, 1997 en 1999), en aan het WK voetbal 1998.
| Interlanddoelpunten | Interlanddoelpunten | Interlanddoelpunten | Interlanddoelpunten | Interlanddoelpunten | Interlanddoelpunten | Interlanddoelpunten | Interlanddoelpunten |
| #                   | Datum               | Locatie             | Wedstrijd           | Goal(s)             | Score               | Uitslag             | Wedstrijd           |
| ------------------- | ------------------- | ------------------- | ------------------- | ------------------- | ------------------- | ------------------- | ------------------- |
| 1                   | 22/05/1991          | Dublin              | Ierland – Chili     | 64'                 | 0 – 1               | 1 – 1               | Oefeninterland      |
| 2                   | 14/07/1991          | Santiago            | Chili – Paraguay    | 63'                 | 3 – 0               | 4 – 0               | Copa América        |
| 3                   | 31/03/1993          | Arica               | Chili – Bolivia     | 59' (pen.)          | 1 – 0               | 2 – 1               | Oefeninterland      |
| 4                   | 06/07/1996          | Santiago            | Chili – Ecuador     | 83'                 | 3 – 1               | 4 – 1               | WK-kwalificatie     |
| 5                   | 15/08/2000          | Santiago            | Chili – Brazilië    | 25'                 | 1 – 0               | 3 – 0               | WK-kwalificatie     |

## Erelijst
Universidad Católica
- Primera División

1987,
- Copa Chile

1991
 Deportivo Toluca
- Primera División

1998 (Torneo Verano), 1999 (Torneo Verano)